# La notte vola (album)
La notte vola è una compilation pubblicata nell'estate 2001.

## L'album
La compilation contiene alcune note canzoni degli anni ottanta, eseguite nella trasmissione del sabato sera di Canale 5 di quella stagione, intitolata appunto La notte vola.
La raccolta contiene 30 brani di artisti vari, suddivisi in 2 CD.

## Tracc e
Disco 1
1. Tony Esposito – Kalimba de luna
2. Papa Winnie – You Are My Sunshine
3. Alberto Camerini – Rock and Roll Robot
4. Luca Barbarossa – Via Margutta (Versione 2001)
5. Marco Ferradini – Teorema
6. Paul Young – Love of the Common People
7. Sabrina – Boys (Summertime Love)
8. Rettore – Kobra
9. Loredana Bertè – Non sono una signora
10. Gazebo – I like Chopin
11. Lu Colombo – Maracaibo (Tex Mex Version 2001)
12. Spagna – Easy Lady
13. Riccardo Fogli – Storie di tutti i giorni
14. Alberto Fortis – Settembre
15. Tracy Spencer – Run to Me

Disco 2
1. Giuni Russo – Un'estate al mare
2. Ryan Paris – Dolce vita
3. Grazia Di Michele – Le ragazze di Gauguin
4. La Bionda – One for You, One for Me
5. Alan Sorrenti – Non so che darei
6. Scialpi – Rocking Rolling
7. Righeira – Vamos a la playa
8. Plastic Bertrand – Ping Pong
9. Sandy Marton – People from Ibiza
10. Mike Francis – Survivor
11. Gruppo Italiano – Tropicana
12. Tullio De Piscopo – Andamento lento
13. Charlie – Faccia da pirla
14. Sammy Barbot – Aria di casa
15. Viola Valentino – Comprami